# Médière
Médière ist eine französische Gemeinde mit 282 Einwohnern (Stand: 1. Januar 2022) im Département Doubs in der Region Bourgogne-Franche-Comté.

## Geographie
Médière liegt auf 305 m, zwei Kilometer nordöstlich von L’Isle-sur-le-Doubs und etwa 16 Kilometer westsüdwestlich der Stadt Montbéliard (Luftlinie). Das Dorf erstreckt sich leicht erhöht am nördlichen Talrand des Doubs am Eingang in ein kurzes Seitental, am Nordrand der äußersten Höhenzüge des Juras.
Die Fläche des 5,73 km² großen Gemeindegebiets umfasst einen Abschnitt des Doubstals. Die südliche Grenze verläuft entlang dem Doubs, der hier mit mehreren Windungen in einer ungefähr ein Kilometer breiten flachen Talniederung nach Westen fließt und von der Wasserstraße des Rhein-Rhône-Kanals begleitet wird. Vom Flusslauf erstreckt sich das Gemeindeareal nordostwärts über die Talaue und einen bis zu 60 m hohen Steilhang bis auf die angrenzenden Hochflächen (340 bis 400 m). Das Plateau ist teils von Acker- und Wiesland, teils von Wald bestanden. Es wird durch zwei bei Médière in das Doubstal mündende Trockentäler untergliedert. Nach Norden und Osten steigt das Gelände allmählich weiter an und erreicht in der Forêt de la Chaille mit 434 m die höchste Erhebung von Médière.
Nachbargemeinden von Médière sind Étrappe, Onans und Faimbe im Norden, Beutal und La Prétière im Osten, L’Isle-sur-le-Doubs im Süden sowie Appenans im Westen.

## Geschichte
Das Gemeindegebiet von Médière war schon sehr früh besiedelt. Auf der Flur Le Châtelard befand sich ein römischer Lagerplatz. Während des Mittelalters gehörte der eine Teil von Médière den Herren von Neuchâtel, während der andere den Grafen von Montbéliard unterstand. Zusammen mit der Franche-Comté gelangte das Dorf mit dem Frieden von Nimwegen 1678 an Frankreich. Heute ist Médière Teil des Gemeindeverbandes Deux Vallées Vertes.

## Bevölkerung
| Jahr                       | 1962 | 1968 | 1975 | 1982 | 1990 | 1999 | 2011 | 2022 |
| Einwohner                  | 298  | 313  | 362  | 305  | 327  | 314  | 315  | 282  |
| Quellen: Cassini und INSEE |      |      |      |      |      |      |      |      |

Mit 282 Einwohnern (Stand 1. Januar 2022) gehört Médière zu den kleinen Gemeinden des Départements Doubs. Während des gesamten 20. Jahrhunderts pendelte die Einwohnerzahl stets im Bereich zwischen 270 und 360 Personen.

## Sehenswürdigkeiten
Die Kirche Saint-Étienne wurde zu Beginn des 19. Jahrhunderts erbaut, und das Schiff von 1872 bis 1877 vergrößert. Oberhalb des Dorfes steht die Statue Vierge des Pionots. Im Ortskern sind verschiedene Bauernhäuser aus dem 17. und 18. Jahrhundert im charakteristischen Stil der Franche-Comté erhalten.

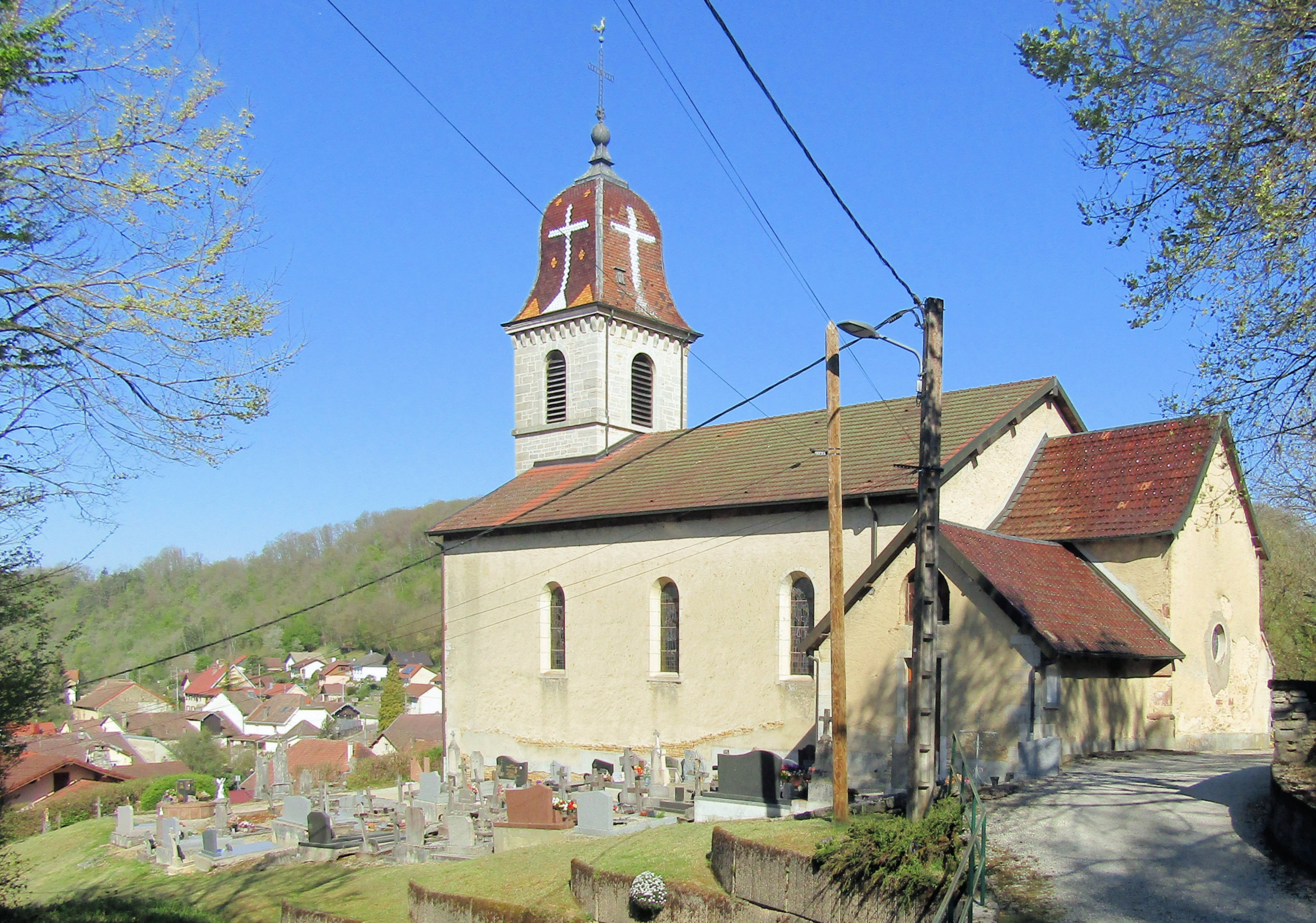
Kirche Saint-Étienne

## Wirtschaft und Infrastruktur
Médière war bis weit ins 20. Jahrhundert hinein ein vorwiegend durch die Landwirtschaft (Ackerbau, Obstbau und Viehzucht) und die Forstwirtschaft geprägtes Dorf. Daneben gibt es heute einige Betriebe des lokalen Kleingewerbes und des Einzelhandels. Mittlerweile hat sich das Dorf auch zu einer Wohngemeinde gewandelt. Viele Erwerbstätige sind deshalb Wegpendler, die in den größeren Ortschaften der Umgebung und in der Agglomeration Montbéliard ihrer Arbeit nachgehen.
Die Ortschaft ist verkehrstechnisch gut erschlossen. Sie liegt an der ehemaligen RN83, die von Besançon nach Belfort führt. Der nächste Anschluss an die Autobahn A36 befindet sich in einer Entfernung von ungefähr neun Kilometern. Eine weitere wichtige Straßenverbindung besteht mit Montbéliard.